# Idrofilia
L'idrofilia (dal greco ὕδωρ (hỳdor), "acqua", e ϕιλία (philìa), "amicizia", "affinità) è la proprietà fisica di materiali o di singole specie chimiche (ad esempio molecole) a legarsi con l'acqua.
In senso più ampio, si intende anche la proprietà di alcuni materiali di assorbire o trattenere acqua al loro interno o sulla loro superficie.

## Idrofilia nel senso di "solubilità in acqua"

Uno ione Na^{+} solvatato da molecole d'acqua. Gli ossigeni delle molecole d'acqua, portanti parziali cariche negative si orientano verso lo ione di carica opposta

Una specie chimica (ad esempio una molecola) polarizzata elettricamente è generalmente idrofila, in quanto essendo polare è in grado di stabilire legami idrogeno con l'acqua (H2O) permettendole di sciogliersi più prontamente in acqua piuttosto che in oli o altri solventi apolari. Sono inoltre idrofile le specie chimiche cariche (ioni).
Una specie chimica idrofila se viene disciolta in acqua, orienta infatti le molecole di acqua immediatamente circostanti (la cosiddetta sfera di idratazione) in modo che gli atomi di idrogeno delle molecole di acqua (che rappresentano la parte della molecola caricata positivamente) si orientano verso le zone caricate negativamente, mentre l'atomo di ossigeno delle molecole di acqua (che rappresentano la parte della molecola caricata negativamente) si orienti verso le zone caricate positivamente della specie chimica idrofila. Si stabilisce in questa maniera un legame chimico dovuto all'interazione (di natura elettrostatica) tra le molecole di acqua e le molecole della specie chimica disciolta.
Se invece una specie chimica idrofoba viene posta a contatto con l'acqua, non si stabiliscono interazioni elettrostatiche di tipo attrattivo tra la specie chimica e le molecole di acqua che la circondano.

Schema di una micella di tensioattivo. Le molecole di tensioattivo sono situate all'interfaccia delle due fasi, la cui interfaccia è schematizzata con una circonferenza. La fase oleosa (ad esempio una goccia di olio) è rappresentata dal cerchio grigio, circondato dalle molecole di tensioattivo, a loro volta circondate dalla fase acquosa (in bianco).

Le specie chimiche idrofobe o idrofile non sono tra loro solubili, però è possibile "forzare" l'interazione tra specie chimiche idrofobe e idrofile inserendo nel sistema una terza tipologia di specie chimiche, detti "tensioattivi", i quali si comportano come anfifilico, ovvero si comportano sia da specie idrofoba con i solventi oleosi e da specie idrofila con i solventi acquosi. Il comportamento dei tensioattivi è giustificato dalla loro particolare struttura chimica, schematizzabile in una lunga catena idrofoba (ad esempio uno catena idrocarburica) legata ad una testa idrofila (ad esempio un gruppo funzionale dotato di polarità).
Escludendo il caso delle sostanze anfifiliche, il termine "idrofilia" può essere ritenuto sinonimo di lipofobia, in quanto le sostanze che sono solubili in solventi acquosi non sono solubili in solventi oleosi.
Sono idrofili: la barite, l'ematite, il glucosio.
Sono idrofobi: gli oli, alcune proteine, i colloidi, i grassi.

### Esempio
Un semplice esempio dell'azione del tensioattivo è il seguente: se ci ungiamo le mani con dell'olio, lavandoci le mani solamente con acqua non riusciamo a eliminare l'olio, in quanto l'acqua e l'olio non sono tra loro solubili, ma se laviamo le mani con acqua e sapone, l'olio viene eliminato facilmente; il sapone è infatti costituito da tensioattivi.

Due diversi esempi di rappresentazione della struttura chimica di un sapone

## Idrofilia nel senso di "bagnabilità all'acqua"

L'angolo di contatto Θ_{c} di un liquido su una superficie

Non tutti i materiali idrofili sono solubili. Le sostanze insolubili si classificano più o meno idrofile misurando la bagnabilità, l'angolo formato da una goccia di acqua posta a contatto con esse (detto "angolo di contatto"). Minore è l'angolo di contatto (cioè più "schiacciata" è la goccia), più elevata è l'idrofilia del materiale.